# Бонорман
Бонорман (фр. Bosnormand) насеље је и општина у северној Француској у региону Горња Нормандија, у департману Ер која припада префектури Берне.
По подацима из 2011. године у општини је живело 329 становника, а густина насељености је износила 98,5 становника/km². Општина се простире на површини од 3,34 km². Налази се на средњој надморској висини од 150 метара (максималној 161 m, а минималној 124 m).

## Демографија
| 1962. | 1968. | 1975. | 1982. | 1990. | 1999. | 2011. |
| ----- | ----- | ----- | ----- | ----- | ----- | ----- |
| 182   | 186   | 206   | 233   | 283   | 276   | 329   |

График промене броја становника у току последњих година